# Besuk (Gurah)
Besuk is een bestuurslaag in het regentschap Kediri van de provincie Oost-Java, Indonesië. Besuk telt 4384 inwoners (volkstelling 2010).